# マーティン・メイリア
マーティン・メイリア（英: Martin Edward Malia、1924年3月14日 - 2004年11月19日）は、アメリカ合衆国の歴史学者。専門は、ロシア近現代史、とくに社会主義思想史。

## 経歴
1924年、マサチューセッツ州生まれ。イェール大学でフランス語を専攻。第二次大戦中はアメリカ海軍に勤務。戦後ハーヴァード大学大学院に進学後はロシア語およびロシア史に転じ、修士号および博士号を取得（1951年）。
ハーヴァード大学助教授を経て、1958年から1991年までカリフォルニア大学バークレー校で教鞭を執った。

## 著書

### 単著
- Alexander Herzen and the Birth of Russian Socialism, 1812-1855, (Harvard University Press, 1961).
- The Soviet Tragedy: A History of Socialism in Russia, 1917-1991, (Free Press, 1994).ISBN 978-0-02-919795-0

白須英子訳『ソヴィエトの悲劇――ロシアにおける社会主義の歴史 1917-1991（上・下）』（草思社, 1997年）ISBN 4-7942-0748-4 / ISBN 4-7942-0749-2
- Russia under Western Eyes: from the Bronze Horseman to the Lenin Mausoleum, (Harvard University Press, 1999).
- History's Locomotives: Revolutions and the Making of the Modern World, (Yale University Press, 2006).

### 共編著
- Russian Thought and Politics, co-edited with Hugh McLean and George Fischer, (Harvard University Press, 1957).